# John Perkins (Autor)

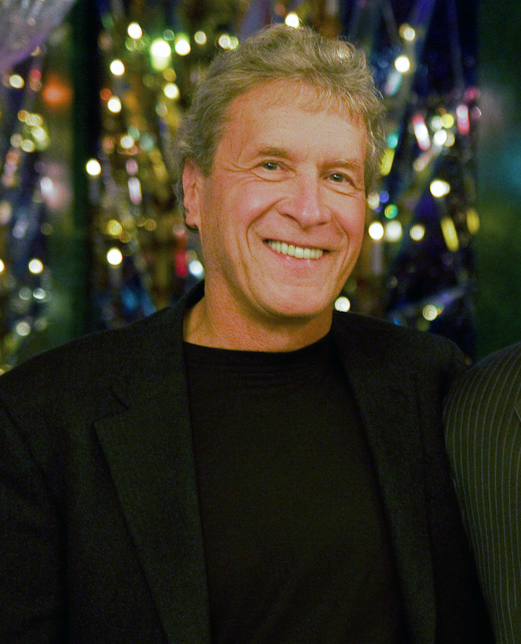
John Perkins (2009)

John Perkins (* 28. Januar 1945 in Hanover, New Hampshire) ist ein US-amerikanischer Politaktivist und Schriftsteller. Sein bekanntestes Buch, Bekenntnisse eines Economic Hit Man, hielt sieben Wochen lang Platz 1 der Bestsellerliste der New York Times. Es ist der Versuch, den behaupteten weltweiten Neokolonialismus der USA in Form einer Beschreibung der Geheimdienstaktivitäten der USA aus der Sicht eines Insiders zu belegen.

## Leben
Perkins besuchte in den 1960er Jahren das Middlebury College in Middlebury, Vermont (Neuengland). In den 1970er Jahren war er bei der Unternehmensberatung Chas. T. Main angestellt.
Perkins ist außerdem Vorsitzender von Dream Change, „einer weltweiten Graswurzelbewegung von Menschen unterschiedlicher Kultur und Herkunft, die sich für eine Bewusstseinsänderung und einen nachhaltigen Lebensstil für den Einzelnen und für die Weltgemeinschaft einsetzen.“
In dem Dokumentarfilm Zeitgeist: Addendum beschreibt Perkins die Rolle der USA bei verschiedenen politischen Machtwechseln an den Beispielen Iran und Mittelamerika.
In dem 2008 erschienenen Dokumentarfilm Let’s Make Money von Erwin Wagenhofer hat Perkins einen kurzen Auftritt.

## Economic Hit Man
Perkins bekennt in seinem gleichnamigen Buch, als früherer Chefökonom der Strategieberatung Chas. T. Main Agent der US-amerikanischen National Security Agency (NSA) gewesen zu sein. Nach seiner Darstellung war er ein „Economic Hit Man“ (EHM; übersetzt als „ökonomischer Auftragsmörder“).
Eingestellt wurde er demnach von Einar Greve, einem Mitarbeiter der Unternehmensberatung, den Perkins als NSA-Verbindungsmann beschreibt. Greve hat dies dementiert. Zu Beginn seiner Karriere, so Perkins, sei er von einer hübschen, manipulativen Beraterin als einer von vielen EHM trainiert worden, die die „Hegemonie“ der US-Konzerne vorantreiben sollten.
Perkins erklärt in seinem Buch, seine Aufgabe als EHM sei es gewesen, den US-Geheimdienstbehörden und den multinationalen Konzernen zu helfen, ausländische Staatsoberhäupter dazu zu verleiten und ggf. zu erpressen, der US-Außenpolitik zu dienen und der US-Wirtschaft lukrative Aufträge zu verschaffen. Im Wesentlichen sei es darum gegangen, Staaten höhere US-amerikanische Kredite zu verschaffen als sie ökonomisch verkraften konnten; durch deren so herbeigeführte Zahlungsunfähigkeit habe sich die USA weitreichende Einflusszonen, u. a. zur Gewinnung von Rohstoffen, in den jeweiligen Ländern gesichert. Staatschefs, die sich auf solche Deals nicht einlassen wollten, seien von den USA mit geheimdienstlicher Hilfe aus dem Weg geräumt worden. Perkins nennt in seinem Buch explizit die früheren Präsidenten Panamas und Ecuadors, Omar Torrijos und Jaime Roldós, die beide 1981 bei Flugzeugabstürzen ums Leben kamen.

## Werke
- Confessions of an Economic Hit Man. ISBN 978-0-452-28708-2; dt. Übersetzung: Bekenntnisse eines Economic Hit Man. Riemann, München 2005, ISBN 978-3-570-50066-8
- The Secret History of the American Empire, ISBN 978-0-525-95015-8
- Weltmacht ohne Skrupel: Die dunkle Seite der Globalisierung – Wie die USA systematisch Entwicklungsländer ausbeuten. Redline Wirtschaft, Heidelberg 2007, 328 Seiten, ISBN 978-3-636-01448-1
- Steven Hiatt (ed.): A Game as Old as Empire. The Secret World of Economic Hit Men and the Web of Global Corruption. Introduction by John Perkins, 2007, ISBN 978-1-57675-395-8
- The New Confessions of an Economic Hit Man. ISBN 978-1626566743 Verlag: Berrett-Koehler; 2016

Perkins hat auch über indigene Kulturen und Schamanismus geschrieben, unter anderem in den folgenden Büchern:
- The Stress-Free Habit. 1989. Deutsch (übersetzt von Manfred Miethe): O-Naami: Das Leben ohne Stress. Integral, Wessobrunn 1992. ISBN 978-3-89304-144-2
- Psychonavigation: Techniques for Travel Beyond Time, 1990, ISBN 089281800X, Deutsch (übersetzt von Manfred Miethe): Psychonavigation. Wie Sie Ihr Leben selbst bestimmen. Integral, Wessobrunn 1993. ISBN 3-89304-150-8
- The World Is as You Dream It. Shamanic teachings From the Amazon and Andes. 1994. Deutsch (übersetzt von Manfred Miethe): Und der Traum wird Welt. Integral, Wessobrunn 1995. ISBN 978-3-89304-145-9
- Shapeshifting: Shamanic Techniques for Global and Personal Transformation, ISBN 978-0-89281-663-7
- The Heart of Racial Justice: How Soul Change Leads to Social Change, ISBN 978-0-8308-3722-9